# Prigonrieux
Prigonrieux település Franciaországban, Dordogne megyében. Lakosainak száma 4362 fő (2022. január 1.). Prigonrieux Lunas, Ginestet, Bergerac, Saint-Laurent-des-Vignes, Lamonzie-Saint-Martin, La Force és Saint-Georges-Blancaneix községekkel határos.

## Népesség
A település népességének változása:
| Lakosok száma | 1728 | 3093 | 3721 | 3850 | 4176 | 4154 | 4157 | 4143 | 4223 | 4362 |
|               | 1968 | 1982 | 1990 | 2006 | 2013 | 2015 | 2017 | 2019 | 2020 | 2022 |